# Przylądek Denisona
Przylądek Denisona (ang. Cape Denison) – przylądek nad Zatoką Commonwealthu na Ziemi Jerzego V na Antarktydzie.
W latach 1911–1914 była tu główna baza wyprawy Australasian Antarctic Expedition dowodzonej przez Douglasa Mawsona (1882–1958). Do tej pory zachowały się zabudowania z tego okresu – Mawson’s Huts.
Przylądek ma status szczególnie chronionego obszaru Antarktyki (ang. Antarctic Specially Protected Area, ASPA) – Antarctic Specially Protected Area No 162: Mawson’s Huts, Cape Denison, Commonwealth Bay, George V Land, East Antarctica, i znajduje się na liście historycznych miejsc i pomników w Antarktyce (ang. Historic Sites and Monuments in Antarctica, HSM), objętych ochroną na mocy Układu Antarktycznego ze względu na wartość historyczną, dokumentującą odkrycia i badania Antarktyki.

## Nazwa
Nazwany przez Douglasa Mawsona (1882–1958), dowódcę Australasian Antarctic Expedition (1911–1914), na cześć australijskiego przedsiębiorcy Hugh Denisona (1865–1940), który był głównym sponsorem wyprawy .

## Geografia
Przylądek Denisona znajduje się po wschodniej stronie Zatoki Commonwealthu na Wybrzeżu Jerzego V w Antarktydzie Wschodniej .
Przylądek przecinają cztery doliny o osiach zorientowanych w kierunku północny zachód-południowy wschód. Jest to obszar częściowo wolny od lodu, znajduje się na nim 13 niewielkich jezior, które pozostają zamarznięte przez większą część roku.
Odnotowano tu obecność 13 gatunków porostów, natomiast nie stwierdzono występowania mszaków. Na przylądku gniazdują oceanniki żółtopłetwe, petrele śnieżne, pingwiny Adeli i wydrzyki antarktyczne. Zaobserwowano tu warcabniki, petrele antarktyczne, petrelce olbrzymie i pingwiny cesarskie.
Na brzegach spotkać można foki Weddella i słonie morskie, a także lamparty morskie .
W grudniu 2010 roku masywna góra lodowa B09B o powierzchni 100 km² utknęła na mieliźnie w Zatoce Commonwealthu, uniemożliwiając wędrówkę lodu na otwarte wody. Spowodowało to powstanie trwałej pokrywy lodowej między górą a brzegiem o grubości 3 m. Żyjąca tu kolonia pingwinów Adeli, zależna od dostępu do wód morskich, została odcięta od morza, co spowodowało drastyczny spadek jej liczebności. Liczebność populacji wydrzyków antarktycznych pozostała stabilna.
Na przylądku znajduje się automatyczna stacja meteorologiczna (ang. automatic weather station, AWS) University of Wisconsin-Madison, która funkcjonuje od 2008 roku.

## Historia
Przylądek został odkryty w 1912 roku podczas Australasian Antarctic Expedition, której liderem był Douglas Mawson (1911–1914) . Wyprawa założyła tu swoją główną bazę. Do tej pory zachowały się zabudowania bazy Mawsona – Mawson’s Huts (pol. „Chaty Mawsona”) . Pięć chat zostało wzniesionych w styczniu, lutym i marcu 1912 roku oraz w maju 1913 roku: Main Hut (dwie chaty), Absolute Magnetic Hut, Magnetograph House i Transit Hut. Wyprawa zainstalowała również na szczycie Anemometer Hill, ok. 150 m na wschód od Main Hut, znaczniki pomiarowe i maszt.
5 stycznia 1931 roku członkowie brytyjsko–australijsko–nowozelandzkiej ekspedycji pod dowództwem Douglasa Mawsona (1930–1931) (ang. British-Australian-New Zealand Antarctic Research Expedition, BANZARE) przybyli na przylądek, by formalnie ogłosić Ziemię Jerzego V terytorium brytyjskim i zostawili flagę Wielkiej Brytanii oraz pojemnik z aktem proklamacji.
W 1978 roku wzniesiono chatę Granholm Hut  a w 1986 roku chatę Sørensen Hut dla pracowników przybyłych, by przeprowadzić prace konserwatorskie zabudowań ekspedycji Mawsona.
16 stycznia 2012 roku, na stulecie Australasian Antarctic Expedition, u podstawy masztu zainstalowano kapsułę czasu i tablicę upamiętniającą to wydarzenie.

## Ochrona
Obszar Przylądka w latach 2004–2014 miał status szczególnie zarządzanego obszaru Antarktyki (ang. Antarctic Specially Managed Area, ASMA) – Antarctic Specially Managed Area No 3 (Cape Denison, Commonwealth Bay, George V Land, East Antarctica) . W 2014 roku ASMA została dołączona do powstałego w 2004 roku szczególnie chronionego obszaru Antarktyki (ang. Antarctic Specially Protected Area, ASPA) – Antarctic Specially Protected Area No 162: Mawson’s Huts, Cape Denison, Commonwealth Bay, George V Land, East Antarctica . Status szczególnie chronionego obszaru Antarktyki został nadany w celu zachowania miejsca o dużej wartości historycznej, dokumentującego wczesny, „heroiczny” okres badań kontynentu, ale także dla ochrony przyrody  .
Przylądek jest również ostoją ptaków IBA z uwagi na obecność wielu ptaków morskich, w tym dużej populacji pingwinów Adeli .
Przylądek Denisona znajduje się także na liście historycznych miejsc i pomników w Antarktyce (ang. Historic Sites and Monuments in Antarctica, HSM), objętych ochroną na mocy Układu Antarktycznego ze względu na wartość historyczną, dokumentującą odkrycia i badania Antarktyki .